# Fantom Morrisvillu
Fantom Morrisvillu (en txec El fantasma de Morrisville) és una pel·lícula txeca de comèdia en blanc i negre del 1966 dirigida per Bořivoj Zeman i protagonitzada per Oldřich Nový i Waldemar Matuška.

## Trama
La pel·lícula és una paròdia de thrillers místics occidentals i pel·lícules de terror, en particular, pel·lícula de 1961  El pou i el pèndol . Un músic de l'orquestra simfònica llegeix una novel·la de thriller anglesa durant el concert, mentre interpreta les seves parts de l'òpera 'Carmen' de Georges Bizet. El llibre li causa una impressió tan forta que s'imagina a si mateix com el protagonista de la novel·la, Sir Hannibal Morris, propietari d'un enorme castell gòtic. Després vindran assassinats i desaparicions misterioses, intrigues, segrestos i amors.

## Repartiment
- Oldřich Nový com el percussionista Emil / Sir Hannibal Morris
- Květa Fialová com a Lady Clarence Hamilton, la promesa d'Hanibal
- Jana Novaková com a Mabel, la secretària d'Hanibal
- Vít Olmer com a Allan Pinkerton
- Waldemar Matuška com a Manuel Díaz - aventurer
- Jaroslav Marvan com a inspector Brumpby de Scotland Yard
- František Filipovský com el Doctor Stolly
- Jan Skopeček com a Servant John
- Jaroslav Rozsíval com a Dixi
- Jaroslav Heyduk com a Drummond, anomenat 'Ruzenka'
- Otto Šimánek com a Miky, anomenat 'Kuratko' ('Pollastre')
- Vlasta Fabianová com Arabella - la Dama Grisa
- Lubomír Kostelka com a Ind Abu - tigres guardians
- Rudolf Deyl com a forense
- Nataša Gollová com Lady White - propietaria d'un refugi per a un criminal incorregible

## Recepció
Fou exhibida com a part de la secció informativa a la II Setmana Internacional de Cinema Fantàstic i de Terror de Sitges.